# Каппа (Іллінойс)
Ка́ппа (англ. Kappa) — селище (англ. village) в США, в окрузі Вудфорд штату Іллінойс. Населення — 229 осіб (2020).

## Географія
Каппа розташована за координатами 40°40′31″ пн. ш. 89°0′22″ зх. д. / 40.67528° пн. ш. 89.00611° зх. д. (40.675313, -89.006095). За даними Бюро перепису населення США в 2010 році селище мало площу 0,88 км², уся площа — суходіл. В 2017 році площа становила 0,93 км², уся площа — суходіл.

## Демографія
Згідно з переписом 2010 року, у селищі мешкало 227 осіб у 90 домогосподарствах у складі 61 родини. Густота населення становила 259 осіб/км². Було 99 помешкань (113/км²).
Расовий склад населення:
| - 98,2 % — білих - 0,4 % — корінних американців - 0,4 % — чорних або афроамериканців |

До двох чи більше рас належало 0,9 %. Частка іспаномовних становила 1,3 % від усіх жителів.
За віковим діапазоном населення розподілялося таким чином: 31,7 % — особи молодші 18 років, 57,7 % — особи у віці 18—64 років, 10,6 % — особи у віці 65 років та старші. Медіана віку мешканця становила 37,1 року. На 100 осіб жіночої статі у селищі припадало 99,1 чоловіків; на 100 жінок у віці від 18 років та старших — 96,2 чоловіків також старших 18 років.
Середній дохід на одне домашнє господарство становив 89 962 долари США (медіана — 51 964), а середній дохід на одну сім'ю — 108 521 долар (медіана — 73 958). За межею бідності перебувало 10,2 % осіб, у тому числі 12,8 % дітей у віці до 18 років та 0,0 % осіб у віці 65 років та старших.
Цивільне працевлаштоване населення становило 185 осіб. Основні галузі зайнятості: фінанси, страхування та нерухомість — 16,2 %, роздрібна торгівля — 10,8 %, мистецтво, розваги та відпочинок — 10,8 %.